# Hieracium keldii
Hieracium keldii es una especie de planta con flor del género Hieracium, de la familia Asteraceae, orden Asterales.

## Distribución
Hieracium keldii se distribuye por Dinamarca.

## Taxonomía
Fue descrita científicamente por Wiinst.
Tratamiento taxonómico
La especie aparece registrada en una sección de la publicación Dansk Ekskurs.-Fl.